# هستینگز (نیوزلند)
هستینگز (به لاتین: Hastings) یک منطقهٔ مسکونی در نیوزیلند است که در Hastings District واقع شده‌است. هستینگز ۵٬۲۲۶٫۶۲ کیلومتر مربع مساحت دارد ۱۱ متر بالاتر از سطح دریا واقع شده‌است.